# Janeth Jepkosgei
Janeth Jepkosgei (Keiyo, 13 de desembre de 1983) és una atleta kenyana de 800 m llisos. Ha estat campiona del món en la seva especialitat a Osaka 2007, i és coneguda com el "Exprés d'Eldoret".

## Trajectòria
Va iniciar la seva carrera en l'atletisme des de l'escola primària en les proves de 400 m barres, salt d'altura i salt de longitud, i fins i tot heptatló en la secundària. Per a l'any 1999, va decidir provar sort en la classificació nacional pels 400 m barres en vista del Campionat Mundial Juvenil d'aquest any, però va haver de canviar als 800 m a causa que aquella prova no estava programada. Jepkosgei va aconseguir classificar a la justa, però no va arribar a la final.
En 2001 va obtenir una medalla de plata en el Campionat Junior d'Atletisme d'Àfrica, i aquest mateix any va començar a entrenar-se al centre d'alt rendiment d'Eldoret, Kenya, sota la direcció de Paul Ereng, campió olímpic de 800 m a Seül. Per 2002 va conquistar la presea daurada en el Campionat Mundial Junior a Kingston, Jamaica. Posteriorment, malgrat guanyar les proves classificatòries als Jocs Olímpics d'Atenes, no va aconseguir el temps requerit per a la cita, alguna cosa que també va ocórrer pel Campionat Mundial de 2005.
La temporada 2006, Jepkosgei va triomfar en els Jocs de la Mancomunitat, batent a María Mutola. Aquest mateix any va rebaixar les marques nacionals de Kenya en dues ocasions (1:57,22 i 1:56,66), l'última novament amb victòria sobre Mutola, la qual cosa va repetir per tercera vegada en el Campionat Africà. Per aquests assoliments, va ser triada com l'esportista de l'any a Kenya. En 2007, després de trencar una altra vegada la marca nacional en les semifinals, es va proclamar campiona del món en Osaka (1:56,04).
Per a l'any 2008, va encarar el sorgiment de Pamela Jelimo, qui li va derrotar en totes les ocasions que la va enfrontar, especialment als Jocs Olímpics de Pequín, on es va agenciar la medalla de plata (1:56,07). Com a dada curiosa, va ser la mateixa Janeth qui va suggerir a Jelimo, qui corria els 400 m, provar sort en la prova de 800 m. L'any 2009, Jepkosgei va començar a entrenar-se amb el seu nuvi Claudio Berardelli.
Durant el Campionat Mundial de Berlín, després de sortejar una traveta en els heats preliminars, va aconseguir arribar a la final, però no va poder revalidar el seu títol mundial davant Caster Semenya, obtenint medalla de plata (1:57,90). Per 2010, també va sofrir una altra derrota en el Campionat Africà d'Atletisme en Nairobi (2:00,50), i el mateix va ocórrer com a part de l'equip kenyà en 4x400 m, en aquesta mateixa competència. Malgrat tot, va ser una de les guanyadores de la Lliga de Diamant d'aquesta temporada.
L'any 2011 va participar en el Campionat Mundial de Daegu, i va aconseguir la medalla de bronze amb un temps d'1:57,42.

## Marques personals
| Prova   | Temps   | Lloc           | Data       |
| ------- | ------- | -------------- | ---------- |
| 800 m   | 1:56,04 | Osaka (JPN)    | 28/08/2007 |
| 1000 m  | 2:37,98 | Rovereto (ITA) | 28/08/2002 |
| 1500 m  | 4:04,17 | Zúric (SUI)    | 19/08/2010 |
| Milla   | 4:28,72 | Rieti (ITA)    | 07/09/2008 |
| 4x400 m | 3:35,12 | Nairobi (KEN)  | 01/08/2008 |